# Bleed It Out
"Bleed It Out" je drugi singl Linkin Parka s trećeg studijskog albuma Minutes To Midnight. Singl je izdan 20. kolovoza 2007. Glazbeni video je 31. srpnja 2007. premijerno prikazan na njemačkom MTV-u. Pjesma je dosegla 44. mjesto na Rolling Stoneovoj listi 100 najboljih pjesama 2007. godine. Također, je svoje mjesto pronašla na 83. mjestu Top 100 Hitova 2007. na MTV Azija. 

## Pozadina i informacije
"Bleed It Out" je jedna od dvije pjesme s albuma koje sadrže rapp dionicu od Mikea Shinode (druga pjesma je "Hends Held High"). Riječi pjesme "Bleed It Out" su udaljivali tu pjesmu od albuma i bilo ju je najteže dobiti na album. U bookletu (knjižici s pjesmama), Shinoda je izjavio da je preko stotinu puta pisao tekst za ovu pjesmu, te da je sastav na kraju ipak zadovoljan s konačnom verzijom. Pjesma je najkraća na albumu "Minutes To Midnight", a od nje je samo kraći instrumentalni intro "Wake". To je bio i razlog da sastav odluči uvesti solo dionicu njihova bubnjara Rob Bourdona na koncertima, što je tu pjesmu produžilo za više od tri puta.
"Bleed It Out" je prvi put uživo izvedena 11. svibnja 2007. u noćnom klubu "Webster Hall" u New Yorku. Drugi, značajni put je izvedena u sklopu Live Earth koncerata 7. srpnja u Tokiju. Brad Delson, glavni gitarist Linkin Parka, izjavio je kako mu je to najdraža pjesma.

## Spot
Spot je režirao Linkin Parkov DJ Joe Hahn. Spot je premjerno prikazan 31. srpnja 2007. na MTV Njemačka, dok je svoju premjeru u SAD-u doživio 6. kolovoza. U spotu sastav izvodi pjesmu na maloj pozornici pred malobrojnom publikom u nekom noćnom klubu, kada izbije tuča između ljudi u tom lokalu. Spot prikazuje borbu između ljudi u natrag, tj. vraćajući se na početak borbe otkrivajući razlog tuče. Razlog je bio da se jedna pijana osoba ispovračala po drugoj, što je rezultiralo masovnim neredom.

## Popis pjesama sa singla
Digital Single
1. "Bleed It Out" - 2:44
2. "What I've Done" (Distorted Remix) – 3:47
3. "Given Up" (Third Encore Session) – 3:08

CD 1
1. "Bleed It Out"
2. "Given Up" (Third Encore Session)

CD 2 (Maxi / AU Single)
1. "Bleed It Out" - 2:46
2. "What I've Done" (Distorted Remix) - 3:50
3. "Given Up" (Third Encore Session) - 3:08

7" Picture Disc Format
- A: "Bleed It Out"
- B: "What I've Done" (Distorted Remix)

## Uspjeh
Pjesma je bila rangirana čak i prije nego što je objavljena. Pjesma je dosegla #52. mjesto na "JUMBO US Hot 100" ljestvici i #54. mjesto na "JUMBO Pop 100" ljestvici. Najbolje mjesto zauzela je na "Baltic Top 20" ljestvici kao broj #1, na "JUMBO Modern Rock Prati" kao broj #2 i na "JUMBO Mainstream Rock Prati" kao broj #3. Singl "Bleed It Out" nije uspio nadmašiti uspjeh prvog singla "What I've Done".
| Ljestvica                       | Pozicija |
| ------------------------------- | -------- |
| Billboard Hot 100               | 52       |
| Billboard Hot Digital Songs     | 29       |
| Billboard Pop 100               | 54       |
| Billboard Modern Rock Tracks    | 2        |
| Billboard Mainstream Rock Track | 3        |
| Australija                      | 24       |
| Kanada                          | 22       |
| Njemačka                        | 40       |
| Novi Zeland                     | 7        |
| Poljska                         | 22       |
| Švedska                         | 14       |
| Velika Britanija                | 29       |
| United World Chart              | 29       |
| Baltic Top 20                   | 1        |
| Portugal                        | 5        |
| Singapur                        | 5        |

## Cenzurirana verzija
Na cenzuriranoj verziji izbačeni su dijelovi psovanja, a na MTV-u i VH1, čak je i više nego strogo bila cenzurirana riječ "omča", na albumu "Minutes To Midnight" nalazi se verzija bez cenzure.

## Postava
- Chester Bennington - prvi vokal
- Mike Shinoda – vokal, rap, električna gitara, klavijature
- Brad Delson – električna gitara
- Dave "Phoenix" Farrell - bas-gitara
- Rob Bourdon - bubnjevi
- Joe Hahn - DJ

## Vanjske poveznice
- Tekst pjesme "Bleed It Out"